# Luigi Vari
Luigi Vari (Segni, 2 de março de 1957) é um arcebispo católico italiano, arcebispo de Gaeta desde 21 de abril de 2016.

## Biografia
Nasceu em Segni, então bispado na província de Roma, em 2 de março de 1957.

### Formação e ministério sacerdotal
Após o diploma do ensino médio clássico, obtido em 1975, ele frequentou o Colégio Pontificio Leoniano em Anagni, onde obteve seu bacharelado em teologia.
Em 13 de setembro de 1980, ele foi ordenado sacerdote pelo bispo Dante Bernini para a diocese de Segni.
Concluiu seus estudos teológicos em Roma, no Pontifício Seminário Francês e no Pontifício Instituto Bíblico, onde obteve uma licença em ciências bíblicas.
Em 1983, voltou à diocese e foi vice-pároco da paróquia de Santa Maria in Trivio, em Velletri. Em 30 de setembro de 1986, é baseado na nova área suburbana de Velletri-Segni. Em 1987, foi nomeado assistente da Ação Católica Diocesana e assistente regional do setor de jovens da Ação Católica da Lácio. Desde 1991 até a nomeação episcopal, é pároco da igreja colegiada de Santa Maria Maggiore em Valmontone. Em 1998 e 1999, cursou o doutorado em teologia na Pontifícia Universidade São Tomás de Aquino, obtido em 2010. Em 8 de fevereiro de 2003, foi nomeado capelão de Sua Santidade.

### Ministério episcopal
Em 21 de abril de 2016, o Papa Francisco o nomeou arcebispo de Gaeta; sucede Fabio Bernardo D'Onorio, que renunciou devido ao seu limite de idade. No dia 21 de junho seguinte, ele recebeu sua consagração episcopal na igreja colegiada de Santa Maria Maggiore em Valmontone, do bispo Vincenzo Apicella, co-consagradores do arcebispo Fabio Bernardo D'Onorio e do bispo Lorenzo Loppa. Em 9 de julho, ele tomou posse da arquidiocese na catedral de Gaeta.

## Heráldica
Na tradição heráldica da Igreja Católica, o brasão de um arcebispo é composto por:
- um escudo, de várias formas heráldicas e que deve conter símbolos extraídos de idéias pessoais, de devoções especiais ou de tradições familiares, ou de referências ao nome, ao ambiente de vida ou a outros detalhes;
- uma cruz patriarcal, com dois braços transversais ao leilão, em ouro, colocados verticalmente atrás do escudo;
- um galero verde, com vinte arcos, pendurados, dez de cada lado;
- uma cartela mais baixa com o lema, geralmente preto.

O brasão de armas é azul com a tampa prateada, na onda gêmea na ponta, encimada por uma estrela da mesma; o capô certo para a flor do lírio do jardim; o capô esquerdo para a lâmpada dourada, aceso em vermelho. As ondas azuis encimadas pela estrela são um símbolo de Madonna [Stella Maris], conforme invocada na oração de São Bernardo; uma clara referência à arquidiocese de Gaeta, localizada à beira-mar. À esquerda do capô está a lâmpada que lembra o lema retirado de Salmo 119.